# Дідовська сільська рада
Дідо́вська сільська рада (рос. Дедовский сельский совет) — муніципальне утворення у складі Федоровського району Башкортостану, Росія. Адміністративний центр — село Дідово.

## Населення
Населення — 938 осіб (2019, 1125 в 2010, 1206 в 2002).

## Склад
До складу поселення входять такі населені пункти:
| Населений пункт        | Населення, осіб (2002) | Населення, осіб (2010) |
| ---------------------- | ---------------------- | ---------------------- |
| Базелево, присілок     | 3                      | 1                      |
| Грицаєвка, хутір       | 29                     | 29                     |
| Дідово, село           | 331                    | 328                    |
| Іжбуляк, село          | 469                    | 447                    |
| Ільїновка, присілок    | 20                     | 15                     |
| Ніколаєвка, присілок   | 39                     | 18                     |
| Нова Деревня, хутір    | 74                     | 71                     |
| Новотроїцьке, присілок | 47                     | 37                     |
| Петровка, присілок     | 9                      | 3                      |
| Юрковка, присілок      | 185                    | 176                    |